# Psathyropus granulosa
Psathyropus granulosa is een hooiwagen uit de familie Sclerosomatidae.